# Diamond Jack and the Queen of Pain
Diamond Jack and the Queen of Pain è il decimo album in studio del cantautore britannico Kevin Ayers, pubblicato nel 1983.

## Tracce
Tutte le tracce sono di Kevin Ayers, eccetto dove indicato.
1. Madame Butterfly
2. Lay Lady Lay (Bob Dylan)
3. Who's Still Crazy
4. You Keep Me Hangin' On (J.J. Cale)
5. You Are a Big Girl
6. Steppin' Out (Ayers, Ollie Halsall)
7. My Speeding Heart
8. Howling Man
9. Give a Little Bit
10. Champagne and Valium